# Pévèle
La Pévèle è una delle cinque regioni denominate quartiers che formavano l'antica castellania di Lilla, situata nel nord-est della Francia. Essa è una parte della Fiandra romanza che si caratterizza per rilievi dolci (in particolare le colline di Mons-en-Pévèle), costituiti prevalentemente di argilla ypresiana, con ricoperture lössiche sparse.

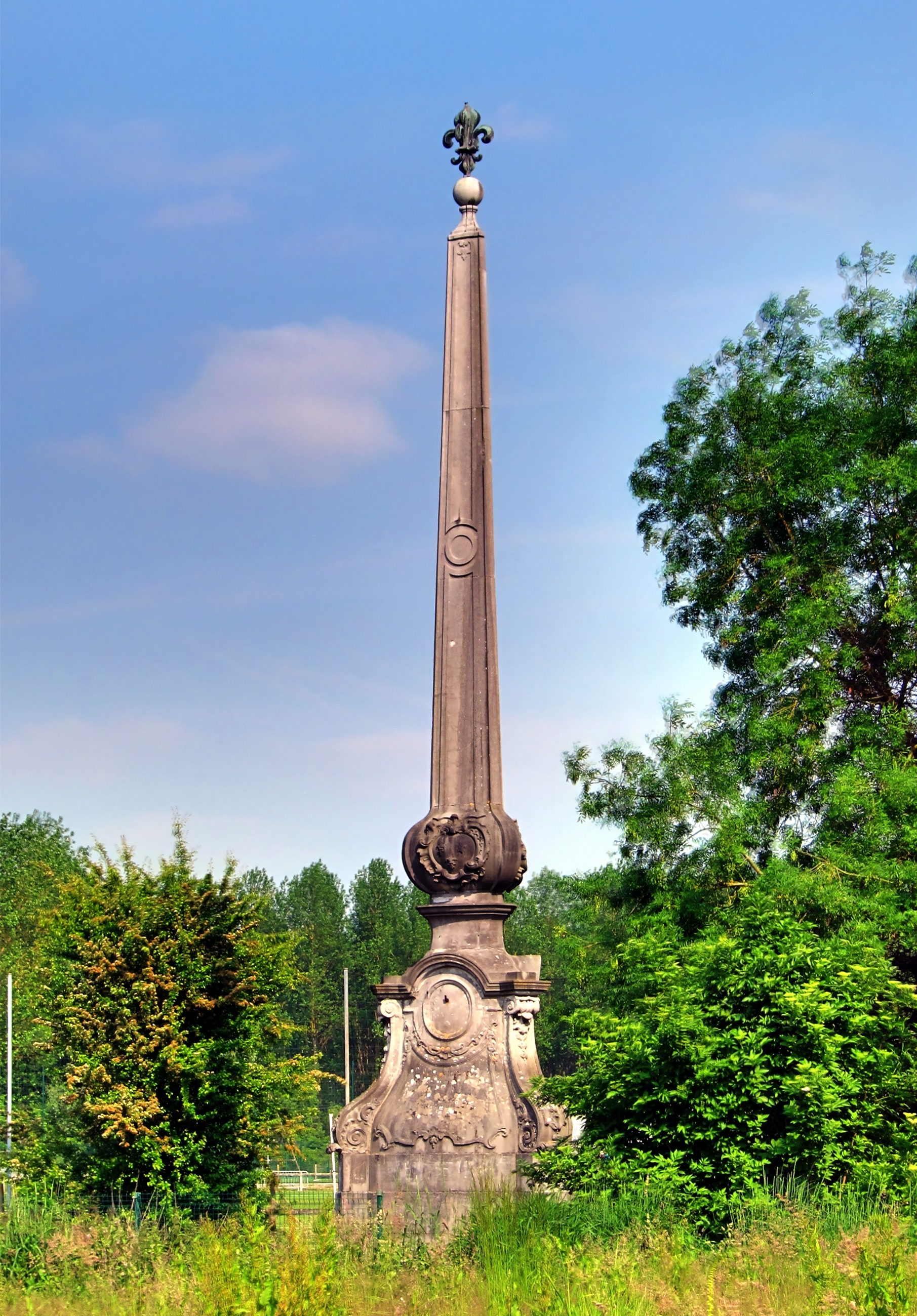
La piramide di Cysoing

Essa trarrebbe la propria denominazione dal latino pavula, che significa "pastura".
La regione è bagnata dalla Marque, che l'attraversa da sud-ovest a nord-est. La sua altitudine media è di 30 m s.l.m. e il punto più alto è la collina omonima che raggiunge i 170 m, situata a nord-ovest. Essa forma il tetto delle acque tra la Scarpe a sud e la Lys, attraverso il suo affluente Marque, a nord. Nel 1946 Pévèle ha dato il nome ad una regione agricola (nº 59/207) interamente contenuta nel dipartimento del Nord.

## Storia

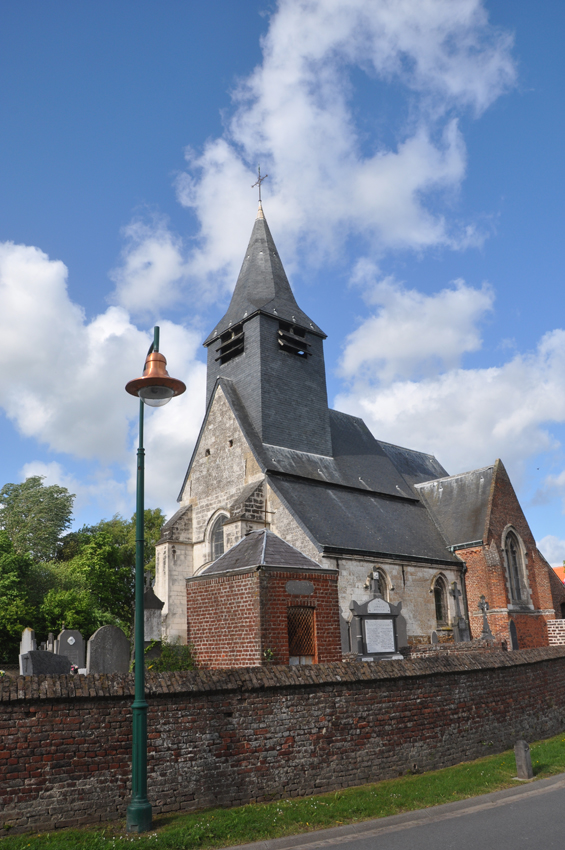
La chiesa di San Pietro a Tourmignies

All'origine, la Pévèle era un pagus della civitas dei Menapien (Pabula). I suoi confini erano il fiume Marque a ovest, la Scarpe a sud, il torrente Elnon e il pagus Tornacensis a est. Le località citate in questo pagus sono: Elno (Saint-Amand), Saméon, Beuvry, Marchiennes (tutti e quattro successivamente annessi all'Ostrevent), Flines, Espain, Orchies, Landas, Bouvines, Gruson, Cysoing (forse anticamente le tre parrocchie appartenevano al Tournaisis), Coutiches, Mons-en-Pévèle, Raismes. La Pévèle era compresa nel vicariato di Lilla.
Era uno dei quartiers dell'antica castellania di Lilla, allo stesso titolo dei Ferrain, Mélantois, Carembault e le Weppes.
Questa regione fu teatro di numerose guerre durante il medioevo:
- nel 1214, la celebre battaglia di Bouvines, che oppose il re di Francia Filippo Augusto a una coalizione di Inghilterra, Fiandra ribelle e Sacro Romano Impero Germanico;
- nel 1304, la Battaglia di Mons-en-Pévèle, ove Filippo il Bello trionfò sui ribelli della contea di Fiandra.

## Il territorio

### Comuni entro la Pévèle
La regione conta 55 comuni:
- Aix
- Anhiers
- Attiches
- Auchy-lez-Orchies
- Avelin
- Bachy
- Bersée
- Beuvry-la-Forêt
- Bourghelles
- Bousignies
- Bouvignies
- Bouvines
- Brillon
- Camphin-en-Pévèle

- Cappelle-en-Pévèle
- Chéreng
- Cobrieux
- Coutiches
- Cysoing
- Ennevelin
- Faumont
- Flines-lez-Raches
- Genech
- Gruson
- Landas
- Lecelles
- Louvil
- Marchiennes

- Maulde
- Mérignies
- Millonfosse
- Moncheaux
- Mons-en-Pévèle
- Mouchin
- Nivelle
- Nomain
- Orchies
- Ostricourt
- Pont-à-Marcq
- Râches
- Raimbeaucourt
- Rosult

- Rumegies
- Saint-Amand-les-Eaux
- Saméon
- Sars-et-Rosières
- Templeuve
- Thumeries
- Thun-Saint-Amand
- Tilloy-lez-Marchiennes
- Tourmignies
- Vred
- Wahagnies
- Wannehain
- Warlaing

### Risorse

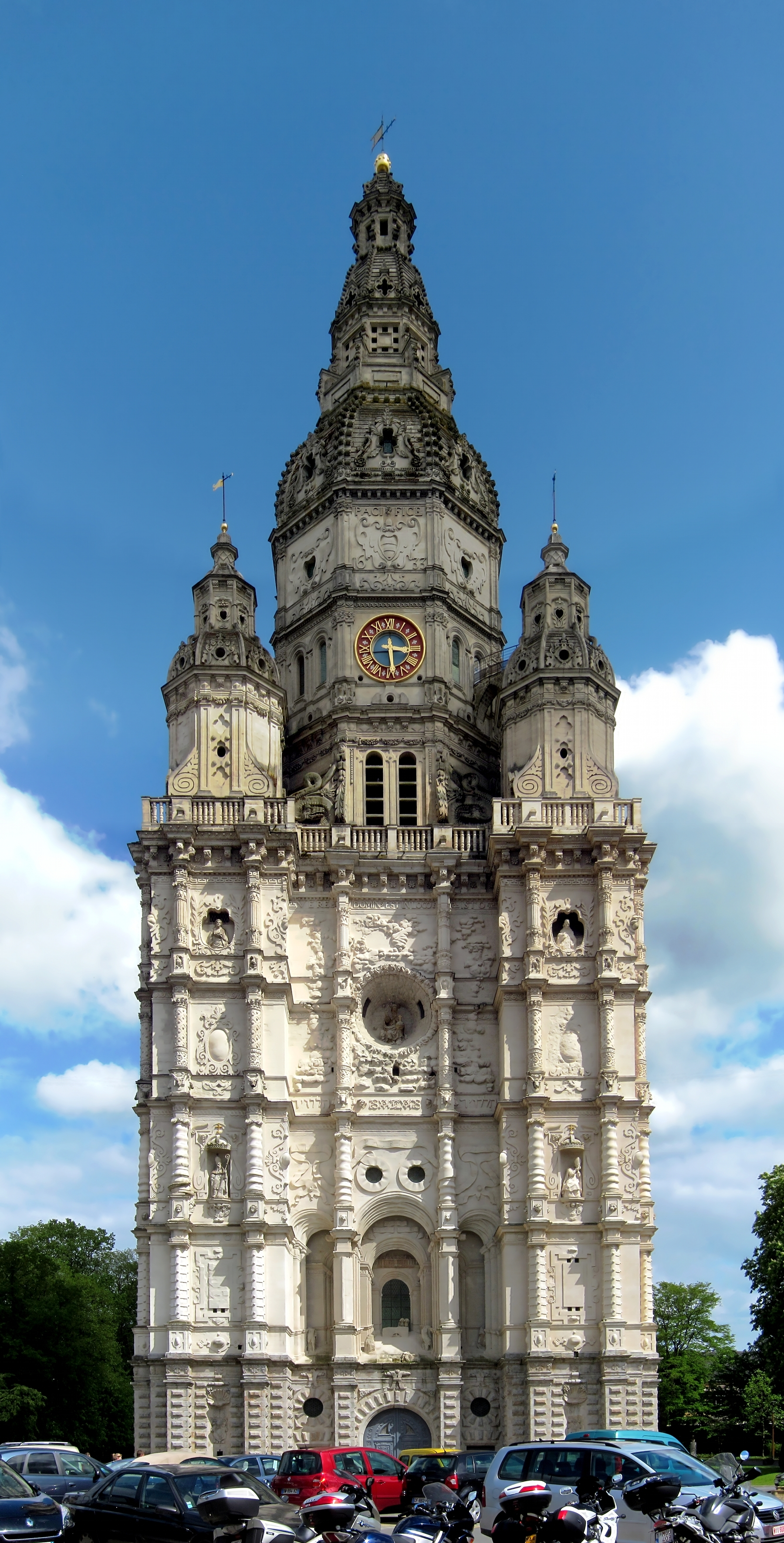
La torre abbaziale di Saint-Amand-Les-Eaux

Il territorio è prevalentemente rurale ma è anche aperto alle novità e alle tecniche di punta. Vi si coltiva molto mais, patate, fragole, barbabietole da zucchero, orzo, insalata belga (chicon). I cereali sono coltivati in particolare per l'alimentazione del bestiame e l'orzo per i birrifici.
L'allevamento di animali da latte, una volta assai fiorente nella regione, è ora in forte declino.
Lo sbocco dei prodotti agricoli avviene per vendita diretta, in forte sviluppo, o tramite cooperative agricole che agiscono da grossisti incaricandosi dello stoccaggio, del condizionamento della produzione e della vendita.
Nella regione sono inoltre presenti numerose industrie a conduzione famigliare come la dinastia Béghin à Thumeries (zucchero), i Leroux a Orchies (cicorie), i Bersée et Cappelle (sementi).

### La Marque
Il fiume Marque nasce nel comune di Mons-en-Pévèle, a 50 m s.l.m. Serpeggiando nel territorio, è oggetto di molte attenzioni. In effetti è piacevole passeggiare lungo le sue rive, ma in caso di forti piogge il fiume può rivelarsi temibile. Dalla sorgente esso percorre 31 km in zona rurale.
Sul territorio attraversa i comuni di Tourmignies, Mérignies, Avelin, Ennevelin, Templeuve, Louvil et Cysoing. Giunto all'altitudine di 20 m s.l.m., il fiume viene canalizzato per 6 km per poi gettarsi nella Deûle, a Marquette.
Oltre ai numerosi piccoli corsi d'acqua che lo alimentano sui pendii di Mons-en-Pévèle, la Marque è alimentata da una moltitudine di ruscelli, anche semplici fossati tracciati artificialmente. Nel suo percorso, data la bassa pendenza, attraversa anche zone umide e paludi, in particolare tra Ennevelin et Bouvines.

## Cultura e patrimonio

### Monumenti notevoli

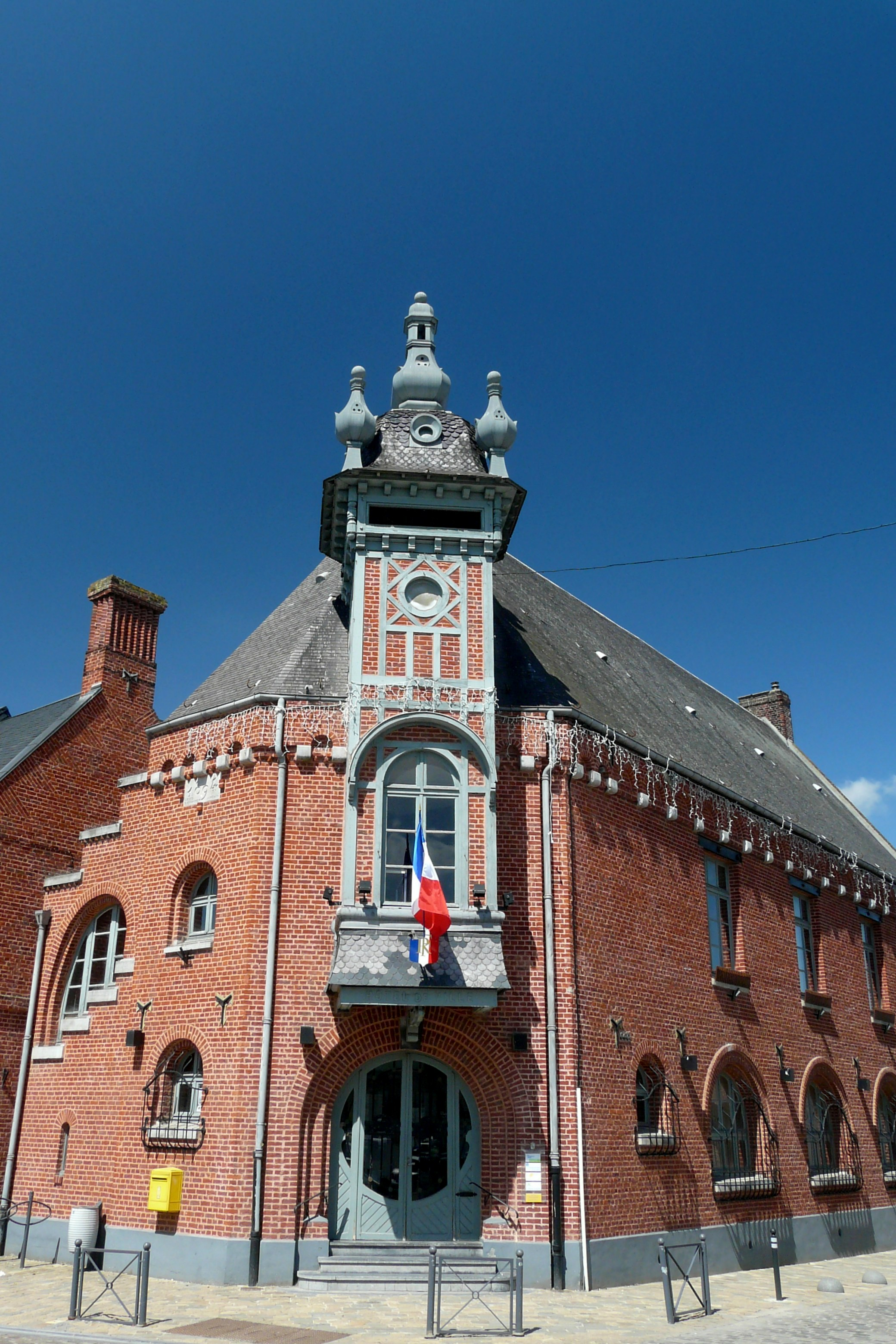
L'antico palazzo municipale a Templeuve

La Pévèle contiene numerosi monumenti notevoli. Alcuni di essi sono classificati come monumento storico.
- La piramide di Fontenoy a Cysoing, classificata nel 1840.
- La chiesa di Saint Pierre à Tourmignies, classificata nel 1920.
- La torre campanaria della chiesa a Bersée, classificata nel 1968.
- Il mulino di Vertain a Templeuve, classificato nel 1978.
- Il Pas Roland a Mons-en-Pévèle, classificato nel 1984.
- Il municipio di Templeuve, classificato nel 2002.
- La torre abbaziale di Saint-Amand-Les-Eaux, classificata nel 1848.